# Stenopetius
Stenopetius is een geslacht van vliesvleugeligen uit de familie Eulophidae. De wetenschappelijke naam van dit geslacht is voor het eerst geldig gepubliceerd in 1988 door Boucek.

## Soorten
Het geslacht Stenopetius omvat de volgende soorten:
- Stenopetius jeniei Ubaidillah, 2008
- Stenopetius rugosus Boucek, 1988